# Jožef Rozman (1870–1941)
Jožef Celovški (tudi Jožef Rozman Celovški), slovenski rimskokatoliški duhovnik, politik in urednik, * 16. marec 1870, Št. Jurij na Pesku pri Celovcu, † 29. oktober 1941, Črneče. 

## Življenje in delo
Rozman je osnovno šolo, gimnazijo in bogoslovje obiskoval v Celovcu. Sveto mašniško posvečenje je prejel 1893. Kot kaplan je služboval v Dravogradu (1894–1896), kot provizor v Šmarjeti pri Velikovcu in kot mestni kaplan v Celovcu (do 1898). Bil je tajnik in urednik knjig Mohorjeve družbe v Celovcu (1897–1907). Leta 1907 je prevzel župnijo Črneče pri Dravogradu. Zadnja leta pred smrtjo je ohromel in izgubil spomin. Ob nemški okupaciji so ga odpeljali v Mengeš, potem se je vrnili sestri v Črneče, kjer je umrl.
Rozman je pisal prigodne članke zlasti pa življenjepise in jih objavljav v Koledarju Mohorjeve družbe. Od 1890 je sodeloval listu Mir, kateremu je bil (febr. 1896–okt. 1904) urednik, ter zanj pisal uvodnike. Nastopal je kot odločen govornik na političnih shodih in zborovanjih, bil odbornik in od 1907 tajnik Hranilnice in posojilnice v Dravogradu ter tajnik Katoliško-političnega in gospodarskega društva za Slovence na Koroškem v Celovcu. Priredil je Baragovo Dušno pašo (1905), ter sestavil molitvenik Slava Gospodu (1902).